# Epidendrosaure
L'epidendrosaure (Epidendrosaurus) és un gènere de dinosaure maniraptor. L'epidendrosaure va ser el primer dinosaure no avià trobat que presentava clares adaptacions a la vida arbòria o semiarbòria. Kevin Padian i Alan Feduccia han tractat aquest gènere com a sinònim de Scansoriopteryx, el primer tractant erròniament Scansoriopteryx com a sinònim més modern.